# Wikipédia en chinois classique
Wikipédia en chinois classique (en chinois classique : 文言維基大典) ou Wikipédia en chinois classique et littéraire (古文/文言文-維基大典) est l’édition de Wikipédia en chinois classique (ou chinois littéraire). L'édition est lancée le 30 septembre 2006,,. Son code est : zh-classical, bien que le code pour le chinois classique dans la norme ISO 639-3 est lzh.
Au 21 mars 2025, l'édition en chinois classique contient 13 593 articles et compte 106 968 contributeurs, dont 53 contributeurs actifs et 7 administrateurs.
Il s'agit pour l'essentiel d'articles concernant l'histoire de la Chine, et en particulier la dynastie Han et la période des Trois Royaumes de Chine.

## Présentation
Le chinois classique (ou chinois littéraire) est l'ancien registre écrit officiel en vigueur en Chine jusqu'en 1912. Ils occupent dans les cultures asiatiques une place que l'on peut considérer sur certains points comme équivalente à celle du latin classique en Europe occidentale[réf. nécessaire].
Contrairement aux autres Wikipédia en chinois, il existe une différence dans la dénomination conventionnelle de Wikipédia en chinois classique et littéraire. Le nom utilise le terme dàdiǎn (大典) au lieu du terme bǎikē (百科). Ce parce que bǎikē est un terme moderne qui n'était pas utilisé en chinois classique et parce que ce nom suit la convention de nommage de l'encyclopédie Yǒnglè Dàdiǎn (永樂大典, 1403), publiée sous la dynastie Ming.
Le Wikipédia en chinois classique et littéraire possède également de nombreux articles liés à la culture chinoise, japonaise et coréenne, cultures qui ont également été en contact avec cet état ancien de la langue chinoise.
Cependant, le Wikipédia en chinois classique et littéraire ne supporte que difficilement l'écriture suivant un sens logique vertical, qui est la convention utilisée à l'époque de ces états anciens de la langue chinoise, ce à cause de difficultés techniques. Certains textes suivent cependant cette convention, en particulier des œuvres classiques de poésie. Les nombres dans cette édition sont par ailleurs écrits en caractères chinois plutôt qu'en chiffres arabes, contrairement aux autres versions chinoises de Wikipédia. 
Le Wikipédia en chinois classique et littéraire est davantage influencé par les styles d'écriture de Taïwan, Hong Kong et Macao que d'autres cultures chinoises. Par exemple:
- Il utilise les caractères traditionnels, qui sont le standard à Taïwan, Hong Kong et Macao. De plus '教'(U+6559), qui est le standard taïwanais, est préféré à '敎'(U+654E), qui est le standard coréen.
- Il utilise la ponctuation chinoise moderne.

## Statistiques
- 4 avril 2007, l'édition en chinois classique atteint 1 000 articles.
- En février 2012, l'édition en chinois classique possède plus de 2 620 articles[5].
- 6 avril 2013, elle atteint 3 009 articles.
- 4 février 2017, elle atteint 5 000 articles.
- 3 mars 2017, elle atteint 6 000 articles.
- 16 juillet 2018, elle atteint 8 000 articles.
- 28 octobre 2019, elle atteint 10 000 articles.
- Le 26 septembre 2022, elle contient 11 634 articles et compte 95 077 contributeurs, dont 62 contributeurs actifs et 6 administrateurs.
- Le 13 septembre 2024, elle contient 13 446 articles et compte 104 507 contributeurs, dont 53 contributeurs actifs et 7 administrateurs.